# Liste des députés européens du Portugal de la 5e législature
Ceci est une liste des 25 membres du Parlement européen pour le Portugal lors de la session 1999-2004.

## Liste
| Nom                           | Parti                           | Groupe  |
| ----------------------------- | ------------------------------- | ------- |
| Teresa Almeida Garrett        | Parti social-démocrate          | PPE-DE  |
| Regina Bastos                 | Parti social-démocrate          | PPE-DE  |
| António Carlos Ribeiro Campos | Parti socialiste                | PSE     |
| Carlos Candal                 | Parti socialiste                | PSE     |
| Raquel Cardoso                | Parti social-démocrate          | PPE-DE  |
| Maria Carrilho                | Parti socialiste                | PSE     |
| Paulo Casaca                  | Parti socialiste                | PSE     |
| Carlos Coelho                 | Parti social-démocrate          | PPE–DE  |
| Elisa Maria Damião            | Parti socialiste                | PSE     |
| Ilda Figueiredo               | Coalition démocratique unitaire | GUE/NGL |
| João Gouveia                  | Parti social-démocrate          | PPE-DE  |
| Vasco Graça Moura             | Parti social-démocrate          | PPE-DE  |
| Carlos Lage                   | Parti socialiste                | PSE     |
| Luís Marinho                  | Parti socialiste                | PSE     |
| Sérgio Marques                | Parti social-démocrate          | PPE-DE  |
| Joaquim Miranda               | Coalition démocratique unitaire | GUE/NGL |
| José Pacheco Pereira          | Parti social-démocrate          | PPE-DE  |
| Joaquim Piscarreta            | Parti social-démocrate          | PPE-DE  |
| Luís Queiró                   | CDS – Parti populaire           | UEN     |
| José Ribeiro e Castro         | CDS – Parti populaire           | UEN     |
| Manuel António dos Santos     | Parti socialiste                | PSE     |
| Mário Soares                  | Parti socialiste                | PSE     |
| Sérgio Sousa Pinto            | Parti socialiste                | PSE     |
| Helena Torres Marques         | Parti socialiste                | PSE     |
| Joaquim Vairinhos             | Parti socialiste                | PSE     |